# رادیم شپاچک
رادیم شپاچک (چکی: Radim Špaček؛ زادهٔ ۱۳ اکتبر ۱۹۷۳) بازیگر و کارگردان فیلم اهل جمهوری چک است که بیشتر با فیلم «قدم زدن با شتاب زیاد» شناخته می‌شود. او تنها کارگردانی است که هم جایزه شیر چک و هم جایزه شیر پشمالو را دریافت کرده است. پدر او، لادیسلاو شپاچک، کارشناس آداب معاشرت، روزنامه‌نگار و سخنگوی پیشین واتسلاو هاول بود.
از فیلم‌هایی که وی در آن نقش داشته است، می‌توان به عملیات سیلور ای اشاره کرد.